# Agentur der Europäischen Union für das Weltraumprogramm
Die Agentur der Europäischen Union für das Weltraumprogramm (als Abkürzung EUSPA genannt) ist eine Weltraumorganisation sowie die Agentur der Europäischen Union, die für das Weltraumprogramm der Europäischen Union verantwortlich ist.

## Zweck
Die EUSPA unterstützt die Europäische Kommission bei Aufgaben zum Aufbau und Betrieb eines globalen Navigationssatellitensystems (GNSS).
2007 übernahm sie die Aufgaben des Galileo Joint Undertaking (GJU). Das GJU war ein gemeinsames Unternehmen der Europäischen Kommission und der ESA, das unter anderem den Aufbau des Satellitennavigationssystems Galileo vorbereiten sollte. Heute führt sie die europäischen Satellitennavigationsprogramme durch und überwacht dabei die Projekte Galileo und EGNOS. Ihre Hauptaufgaben ergeben sich aus Artikel 16 der Verordnung Nr. 683/2008 vom 9. Juli 2008 und sind:
- die sicherheitsbezogene Akkreditierung der Systeme durchzuführen sowie die Einrichtung und den Betrieb der Galileo-Sicherheitsüberwachungszentrale zu übernehmen sowie
- die nötigen Vorbereitungen zur kommerziellen Nutzung der Systeme im Hinblick auf einen reibungslosen Betrieb zu treffen.

## Rechtsgrundlage
Bereits 2004 beschloss der Rat der Europäischen Union, mit der Verordnung Nr. 302/93 vom 8. Februar 1993, die Gründung der EUSPA als Agentur für das Europäische GNSS (GSA). Im Rahmen der Änderung der Zuständigkeiten, sowie über die Finanzierung wurden die Aufgaben und der Name der Agentur mit der Verordnung (EU) 2021/696 vom 28. April 2021 festgelegt.

## Sitz
Der Sitz der EUSPA befand sich zunächst vorläufig in Brüssel, bevor im Dezember 2010 Prag als Standort festgelegt wurde. Der Sitz der EUSPA befindet sich im Stadtteil Holešovice, neben dem Strossmayerplatz.